# 旧制中等教育学校の一覧 (宮崎県)
学制改革前（第二次世界大戦前）の宮崎県内での旧学制の中等教育学校の一覧である。

## 旧制中学校

### 公立
- 宮崎県尋常中学校（1889年）⇒ 宮崎県宮崎中学校 ⇒ 宮崎県立宮崎中学校 ⇒《新制・宮崎県立宮崎第一高等女学校と統合》宮崎県立宮崎大宮高等学校
- 宮崎県都城中学校（1899年）⇒ 宮崎県立都城中学校 ⇒《新制・宮崎県立都城高等女学校と統合》宮崎県立都城泉ヶ丘高等学校 ⇒ 宮崎県立都城泉ヶ丘高等学校・附属中学校（2010年）
- 宮崎県立延岡中学校（1899年）⇒《新制・統合》宮崎県立延岡恒富高等学校、宮崎県立延岡岡富高等学校 ⇒（1949年：統合）宮崎県立延岡高等学校
- 宮崎県立飫肥中学校（1920年）⇒《新制・宮崎県立飫肥高等女学校と統合》宮崎県立飫肥高等学校 ⇒ 宮崎県立日南高等学校（1950年）
- 宮崎県立小林中学校（1921年）⇒《新制・宮崎県立小林高等女学校と統合》宮崎県立小林高等学校
- 宮崎県立妻中学校（1923年）⇒《新制・宮崎県立妻高等女学校と統合》宮崎県立妻高等学校
- 財団法人高鍋中学校（1923年）⇒ 組合立高鍋中学校 ⇒ 宮崎県立高鍋中学校 ⇒《新制・高鍋高等女学校と統合》宮崎県立高鍋高等学校

### 私立
- 私立中学校延岡社学　⇒　亮天社
- 日向中学校（1946年）⇒《新制》日向高等学校 ⇒ 日向学院高等学校

## 高等女学校

### 公立
- 宮崎町・大淀町組合立宮崎高等女学校（1896年）⇒ 宮崎県高等女学校 ⇒ 宮崎県立高等女学校 ⇒ 宮崎県立宮崎高等女学校 ⇒ 宮崎県立宮崎第一高等女学校 ⇒《新制・統合》宮崎県立宮崎大宮高等学校
- 延岡社学（1873年）⇒ 亮天社 ⇒（独立）女兒教舎 ⇒ 私立延岡女学校 ⇒ 私立延岡高等女学校（1906年）⇒ 宮崎県立延岡高等女学校 ⇒《新制・統合》宮崎県立延岡岡富高等学校、宮崎県立延岡恒富高等学校 ⇒（1949年：統合）宮崎県立延岡高等学校
- 北諸県郡立女子職業学校（1902年）⇒ 北諸県郡立都城高等女学校（1914年）⇒ 宮崎県立都城高等女学校 ⇒《新制・統合》宮崎県立都城泉ヶ丘高等学校 ⇒ 宮崎県立都城泉ヶ丘高等学校・附属中学校（2010年）
- 飫肥町立飫肥高等女学校（1918年）⇒ 組合立飫肥高等女学校 ⇒ 南那珂十六ケ町村組合飫肥高等女学校 ⇒ 宮崎県飫肥高等女学校（1925年：県立移管）⇒ 宮崎県立飫肥高等女学校（1928年）⇒《新制・統合》宮崎県立飫肥高等学校 ⇒ 宮崎県立日南高等学校
- 組合立福島高等女学校（1923年）⇒ 宮崎県立福島高等女学校 ⇒《新制》宮崎県立福島高等学校
- 小林町立実科高等女学校（1919年）⇒ 宮崎県立小林高等女学校（1924年）⇒《新制・統合》宮崎県立小林高等学校
- 宮崎女教舎（1914年）⇒ 私立宮崎女学校 ⇒ 私立宮崎家政実科高等女学校 ⇒ 江陽高等女学校（1926年）⇒（県立移管）宮崎県立宮崎女子商業学校 ⇒《新制・統合》宮崎県立宮崎大宮高等学校 ⇒（1957年：商業課程が分離独立）宮崎県立宮崎商業高等学校
- 組合立妻実科高等女学校（1925年）⇒ 宮崎県妻高等女学校（1928年）⇒ 宮崎県立妻高等女学校 ⇒《新制・統合》宮崎県立妻高等学校
- 高鍋町立高鍋実科高等女学校（1912年）⇒ 高鍋高等女学校（1929年）⇒《新制・統合》宮崎県立高鍋高等学校
- 宮崎郡立技芸女学校（1918年：宮崎郡立職業学校から分立し開校）⇒ 宮崎県宮崎技芸女学校 ⇒ 宮崎県立宮崎女子高等技芸学校 ⇒ 宮崎県立宮崎第二高等女学校（1943年）⇒《新制・統合》宮崎県立宮崎大淀高等学校 ⇒（1962年：普通課程と家庭課程が分離独立）宮崎県立宮崎大淀第二高等学校 ⇒ 宮崎県立宮崎南高等学校（1963年）
- 宮崎県高城実科高等女学校（1929年）⇒ 宮崎県高城高等女学校（1943年）⇒《新制》宮崎県高城町立高城高等学校 ⇒（統合）宮崎県立都城都島高等学校高城分校 ⇒（1955年：独立）宮崎県立高城高等学校
- 宮崎県富高実科高等女学校（1921年）⇒（1929年：廃校、併合して宮崎県立富高実業学校女子部）
- 宮崎県高千穂実科高等女学校（1924年）⇒（1930年：廃校、併合し宮崎県立高千穂実業学校女子部）
- 佐土原実科高等女学校（1924年）⇒（1932年：廃校）

### 私立
- 宮崎成美女学校 ⇒ 宮崎成美高等女学校（1928年）⇒（1935年、廃止認可）

## 実業学校

### 公立

#### 宮崎
- 宮崎県獣医学校（1893年）⇒ 宮崎県立農学校（1902年）⇒ 宮崎県立宮崎農学校（1918年）⇒《新制・統合》宮崎県立宮崎大淀高等学校（農業課程）⇒（1959年：農業課程が分離独立）宮崎県立宮崎農業高等学校
- 宮崎郡立職業学校（1904年）⇒ 宮崎郡立職業学校 ⇒（1918年：女子部が分離独立）宮崎郡立工業学校 ⇒ 宮崎県立工業講習所 ⇒ 宮崎県宮崎工業学校（1924年）⇒ 宮崎県立宮崎工業学校（1928年）⇒《新制・統合》宮崎県立宮崎大淀高等学校 ⇒ 宮崎県立宮崎工業高等学校（1965年）
  - 宮崎市立宮崎第二商業学校（1941年：夜間部）⇒ 宮崎県立宮崎第二商業学校 ⇒（1944年：戦時非常措置により募集停止、生徒は宮崎県立宮崎工業学校の夜間部に）
- 飫肥農業補習学校 水産学科（1900年）⇒ 南那珂郡立飫肥農学校 水産補習科（1917年）⇒（1938年：南那珂郡油津町）漁村道場宮崎水産講習所 ⇒ 宮崎県立油津水産学校（1945年）⇒《新制・統合》宮崎県立吾田高等学校⇒（1949年：統合）宮崎県立飫肥高等学校 ⇒ 宮崎県立日南高等学校（1950）⇒（1950年：水産課程が分離独立、宮崎市へ移転）宮崎県立水産高等学校 ⇒ 宮崎県立宮崎水産高等学校（1952年）⇒ 宮崎県立宮崎海洋高等学校（1994年）
- 宮崎町立商業学校（1919年）⇒ 宮崎町立宮崎商業学校 ⇒ 宮崎市立宮崎商業学校（1924年）⇒ 宮崎県立宮崎商業学校（1944年）⇒《新制・統合》宮崎県立宮崎大宮高等学校 ⇒（1957年：商業課程が分離独立）宮崎県立宮崎商業高等学校
- 宮崎女教舎（1914年）⇒ 私立宮崎女学校 ⇒ 私立宮崎家政実科高等女学校 ⇒ 江陽高等女学校（1926年）⇒（1944年：県立移管）宮崎県立宮崎女子商業学校 ⇒《新制・統合》宮崎県立宮崎大宮高等学校 ⇒（1957年：商業課程が分離独立）宮崎県立宮崎商業高等学校

#### 南那珂
- 組合立飫肥農業補習学校（1897年）⇒ 組合立飫肥農学校（1900年）⇒ 南那珂郡立飫肥農学校（1917年）⇒（1922年：県立移管）宮崎県飫肥農学校 ⇒ 宮崎県立飫肥農学校（1928年）⇒《新制・統合》宮崎県立吾田高等学校 ⇒（1949年：統合）宮崎県立飫肥高等学校（農業課程）⇒ 宮崎県立日南高等学校（1950年）⇒（1951年：農業科が分離）宮崎県立日南農林高等学校 ⇒（1967年：統合）宮崎県立日南農林第二高等学校 ⇒ 宮崎県立日南農林高等学校（1969年）⇒（2009年：統合）宮崎県立日南振徳高等学校

#### 北諸県・西諸県
- 実業補習学校（1897年）⇒ 都城町立実業補習学校 ⇒ 都城町立商業補習学校 ⇒ 都城商業学校（1904年：町立）⇒ 北諸県郡立都城商業学校 ⇒ 宮崎県立都城商業学校（1921年）⇒ 宮崎県立都城商工学校 ⇒ 宮崎県立都城商業学校（1935年）⇒（1944年：戦時非常措置により募集停止、宮崎県立都城工業学校を併設）⇒（1946年：募集再開）⇒《新制・統合》宮崎県立都城泉ヶ丘高等学校 ⇒（1957年：商業課程が分離独立）宮崎県立都城商業高等学校
- 北諸県郡立農学校（1916年）⇒ 宮崎県都城農学校 ⇒ 宮崎県立都城農学校（1928年）⇒《新制・統合》宮崎県立都城泉ヶ丘高等学校 ⇒（1950年：農業課程を分離）宮崎県立都城都島高等学校（北校舎）⇒ 宮崎県立都城農業高等学校（1965年）

- 宮崎県立都城農学校 女子部（1945年）⇒ 宮崎県立都城農学校 高原分校（1946年）⇒《新制・統合》宮崎県立都城泉ヶ丘高等学校 高原校舎 ⇒ 宮崎県立小林高等学校 高原分校（1949年）⇒ 宮崎県立小林高等学校 高原校舎（1950年）⇒（1952年：分離）宮崎県立高原高等学校 ⇒ 宮崎県立高原畜産高等学校（1952年）⇒ 宮崎県立高原高等学校（1993年）⇒（2011年：統合）宮崎県立小林秀峰高等学校
- 宮崎県立都城工業学校（1944年：戦時非常措置により宮崎県立都城商業学校に併置）⇒《新制・統合》宮崎県立都城都島高等学校 ⇒（1961年：工業課程が分離独立）宮崎県立都城工業高等学校
  - 都城市立都城女子商業学校（1944年）⇒《新制・統合》宮崎県立都城都島高等学校

#### 東諸県
- 東諸県郡立農学校（1913年）⇒（1923年：宮崎県に移管）宮崎県本庄農学校 ⇒ 宮崎県立本庄農学校（1928年）⇒《新制》宮崎県立本庄高等学校

#### 児湯
- 児湯郡立高鍋農業学校（1903年）⇒ 宮崎県立高鍋農学校（1918年）⇒《新制・統合》宮崎県立高鍋高等学校 ⇒（1952年：分離独立）宮崎県立高鍋農業高等学校

#### 東臼杵
- 東臼杵郡立農業学校（1916年：東臼杵郡富高村）⇒ 宮崎県立富島農学校（1922年）⇒（1929年：女子部を併設）宮崎県立富高実業学校 ⇒ 宮崎県立富高農学校（1945年）⇒《新制》宮崎県立富島高等学校 ⇒（1964年：農業科、林業科が分離独立）宮崎県立門川農業高等学校 ⇒ 宮崎県立門川高等学校（2005年）
- 東臼杵郡立延岡商業学校（1921年）⇒ 宮崎県立延岡商業学校 ⇒（1944年：戦時非常措置により募集停止、宮崎県立延岡工業学校を併設）⇒（1946年：募集を再開）⇒《新制・統合再編》宮崎県立延岡恒富高等学校、宮崎県立延岡岡冨高等学校 ⇒（1949年：両校を統合）宮崎県立延岡恒富高等学校 ⇒（1950年：商業課程と工業課程が分離）宮崎県立延岡向洋高等学校 ⇒（1958年：商業課程が分離独立）宮崎県立延岡商業高等学校
- 宮崎県立延岡工業学校（1944年：戦時非常措置により宮崎県立延岡商業学校に併設）⇒《新制・統合再編》宮崎県立延岡恒富高等学校、宮崎県立延岡岡冨高等学校 ⇒（1949年：両校を統合）宮崎県立延岡恒富高等学校 ⇒（1950年：商業課程と工業課程が分離）宮崎県立延岡向洋高等学校 ⇒ 宮崎県立延岡工業高等学校（1965年）

#### 西臼杵
- 西臼杵郡立農学校（1917年）⇒（1923年：県立移管）宮崎県高千穂農学校 ⇒ 宮崎県立高千穂農学校 ⇒（1929年：女子部を併設）宮崎県立高千穂実業学校 ⇒《新制》宮崎県立高千穂高等学校

## その他
- 宮崎県立宮崎中学校夜間部 ⇒ 宮崎県立宮崎大宮高等学校定時制 ⇒ 宮崎県立宮崎大宮第二高等学校定時制 ⇒ 宮崎県立宮崎東高等学校定時制
- 宮崎県立都城中学校夜間部 ⇒ 宮崎県立都城泉ヶ丘高等学校定時制
- 宮崎県立延岡中学校夜間部 ⇒ 宮崎県立延岡恒富高等学校定時制 ⇒ 宮崎県立延岡高等学校定時制 ⇒ 宮崎県立延岡第二高等学校定時制 ⇒ 宮崎県立延岡青朋高等学校定時制